# Xã Otter, Quận Saline, Arkansas
Xã Otter (tiếng Anh: Otter Township) là một xã thuộc quận Saline, tiểu bang Arkansas, Hoa Kỳ. Năm 2010, dân số của xã này là 10.998 người.